# Kašmir (volna)
Kašmir je najkvalitetnejša vrsta volne. Pridobiva se z izčesavanjem najfinejše rune kašmirske koze. Rezultat je svileno mehko predivo, ki je hkrati lahko in toplo. Kašmir se uporablja predvsem za kvalitetne puloverje, ogrinjala, kostime in obleke.